# اسپن اندرسن (اسکی‌باز، زاده ۱۹۹۳)
اسپن اندرسن (انگلیسی: Espen Andersen؛ زادهٔ ۲۸ اکتبر ۱۹۹۳) اسکی‌باز اهل کشور نروژ است.

## حرفه
در مسابقات جهانی نوجوانان ۲۰۱۲ او مدال برنز ماده ۵ کیلومتر گاندرسن و همچنین مقام چهارم در مسابقات تیمی و پنجم در ۱۰ کیلومتر را به دست آورد. در مسابقات جهانی نوجوانان ۲۰۱۳ او مقام ششم را کسب کرد. در یونیورسیاد زمستانی ۲۰۱۳ او در شروع دسته جمعی بیستم، در گاندرسن هفتم و در مسابقات تیمی چهارم شد.